# Alma und das Genie

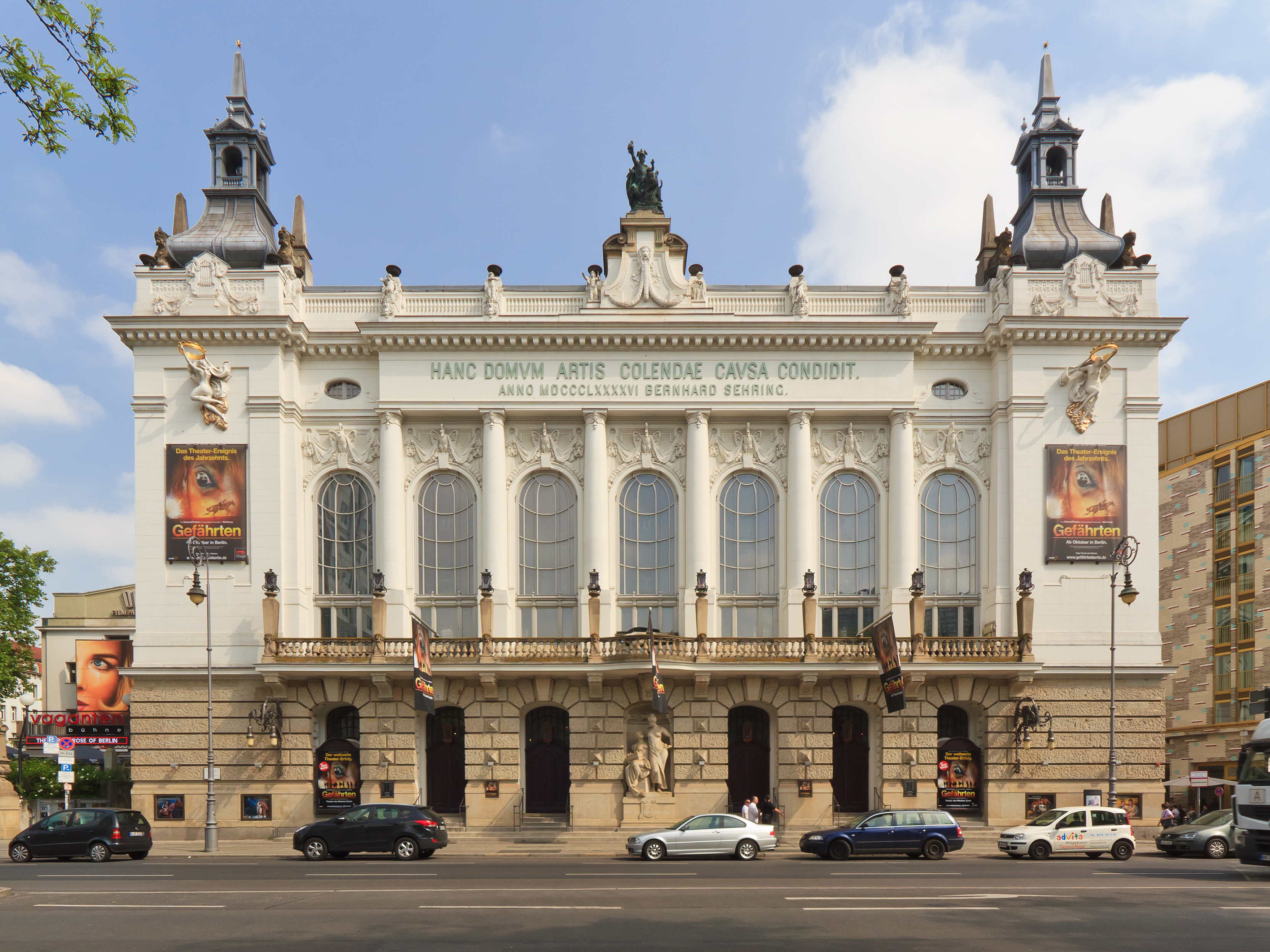
Ort der Uraufführung:
Das Theater des Westens in Berlin

Alma und das Genie ist ein satirisches Musical von Tom van Hasselt, das die Geschichte der verstorbenen Persönlichkeit der Kunst-, Musik- und Literaturszene Alma Mahler-Werfel angepasst an einen modernen Kontext erzählt. Das Musical ist als Zwei-Personen-Stück konzipiert und wird vom Theaterverlag Felix Bloch Erben als One-Woman-Show für Diva und Pianisten beschrieben. Alma und das Genie wurde am 2. Februar 2015 im Spiegelsaal des Theaters des Westens in Berlin uraufgeführt.

## Handlung
Alma ist eine selbstverliebte Frau von heute, die Jeans und hochhackige Schuhe trägt. Die Überfrau hat jedoch sehr menschliche Schwächen, denn sie ist extrem narzisstisch und liebt es, sich öffentlich in Szene zu setzen. Alma, deren Name auf Latein auch für „die Mehrende“ steht, singt von ihren Erfahrungen mit unzähligen Männern, davon wie sie diese einst um den Finger wickelte, aber auch von ihrem Dasein als Witwe. Der Pianist, der Alma am Klavier begleitet, sehnt sich unterdessen danach, wie seine zahllosen historischen Vorbilder von dieser Muse geküsst zu werden.

## Hintergrund
Inhaltlich ist Alma und das Genie an das Leben der Alma Mahler-Werfel angelehnt, eine Persönlichkeit der Kunst-, Musik- und Literaturszene, die als Femme fatale beschrieben und vielfach porträtiert und musikalisch verewigt wurde. Mahler-Werfel war zu ihren Lebzeiten mit dem Who’s who des Fin de Siècle liiert. So war sie ab 1902 mit dem Komponisten Gustav Mahler verheiratet und ab 1915 mit dem Architekten Walter Gropius. 1929 heiratete sie schließlich den Dichter Franz Werfel. Darüber hinaus hatte Alma Mahler-Werfel Beziehungen mit weiteren prominenten Alpha-Männern wie dem Maler Gustav Klimt, dem Schriftsteller Gerhart Hauptmann, mit Alexander Zemlinsky und mit Oskar Kokoschka. Mahler-Werfel erlebte durch ihre zahlreichen Bekanntschaften in Deutschland auch die Goldenen Zwanziger mit, emigrierte jedoch gemeinsam mit ihrem Ehemann jüdischer Herkunft, dem Österreicher Franz Werfel, 1938 nach Frankreich und später, als die Wehrmacht große Teile Frankreichs besetzte, in die Vereinigten Staaten. Als Salonnière war Mahler-Werfel Gastgeberin von Künstlern und Prominenten in Wien und New York, entdeckte und förderte junge Talente und wäre gern selbst eine geniale Künstlerin geworden. Sie komponierte und entwarf während ihrer künstlerisch aktiven Zeit etwas mehr als hundert Lieder, von ihrem eigenen künstlerischen Schaffen sind allerdings nur einige wenige Kunstlieder erhalten.

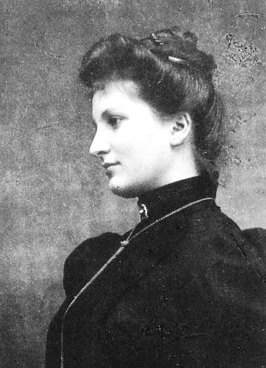
Alma Mahler-Werfel geb. Schindler
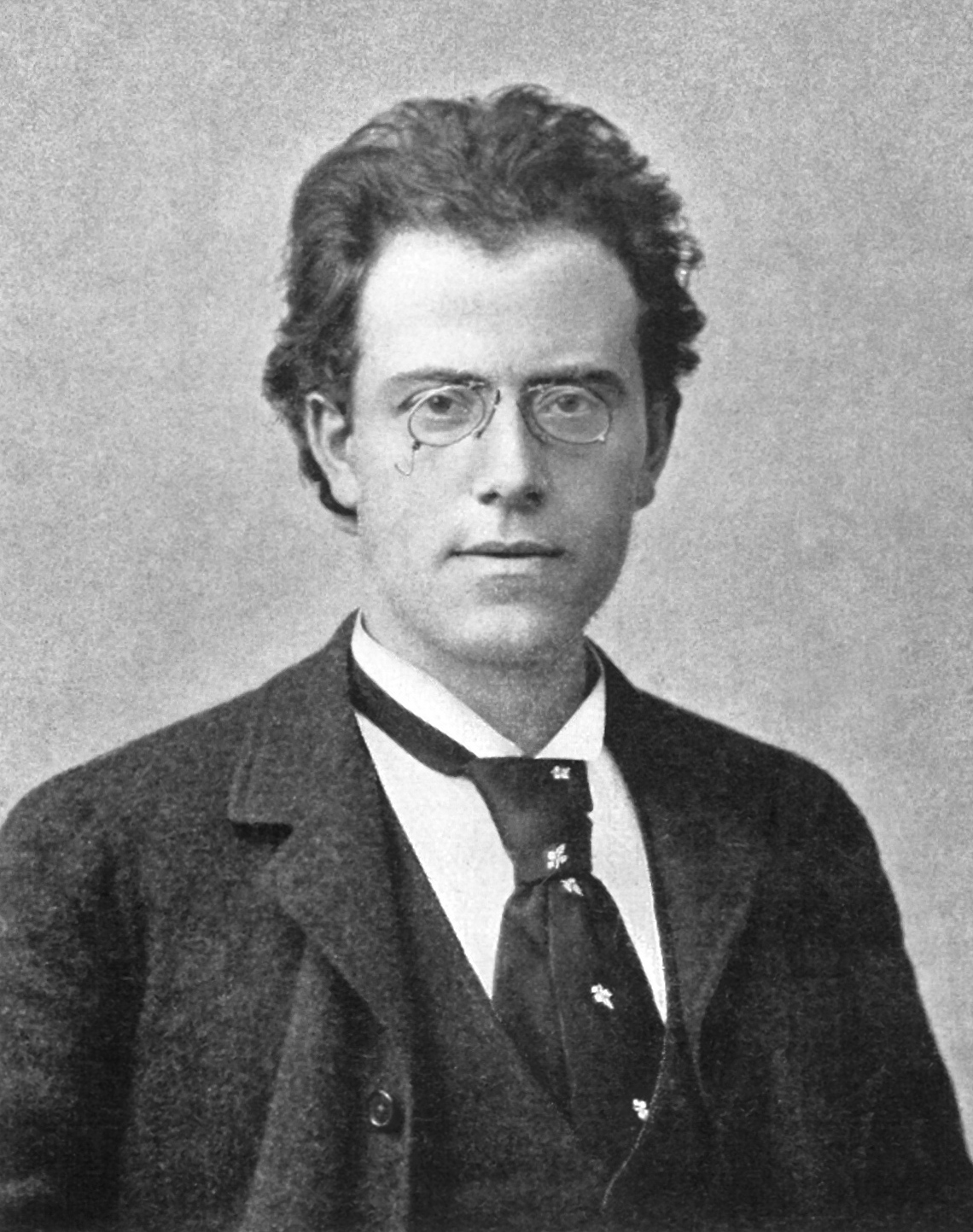
Gustav Mahler (1892)
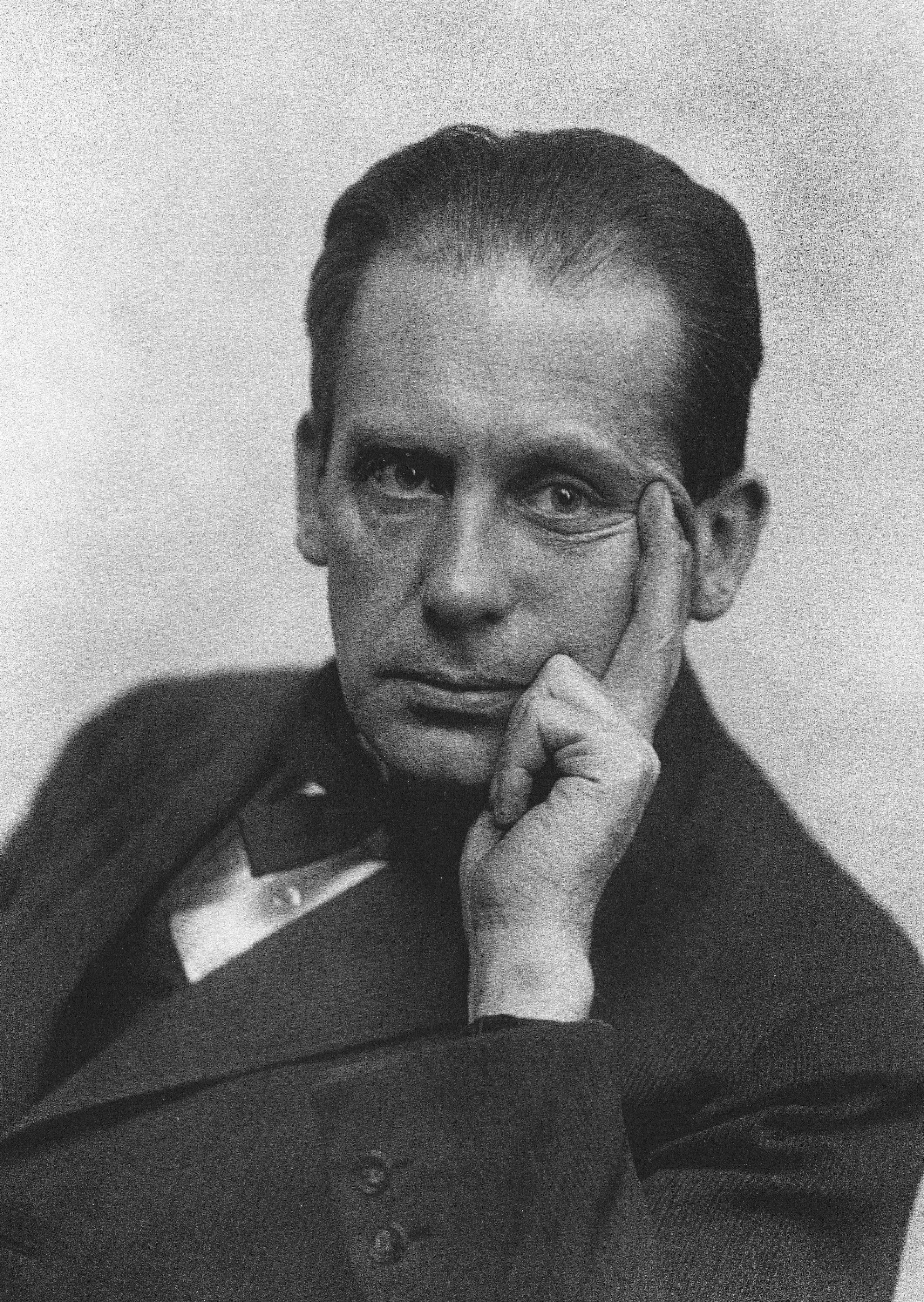
Walter Gropius (1919)
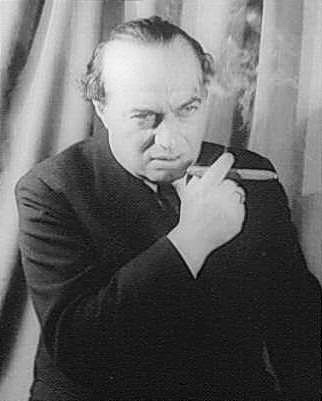
Franz Werfel (1940)
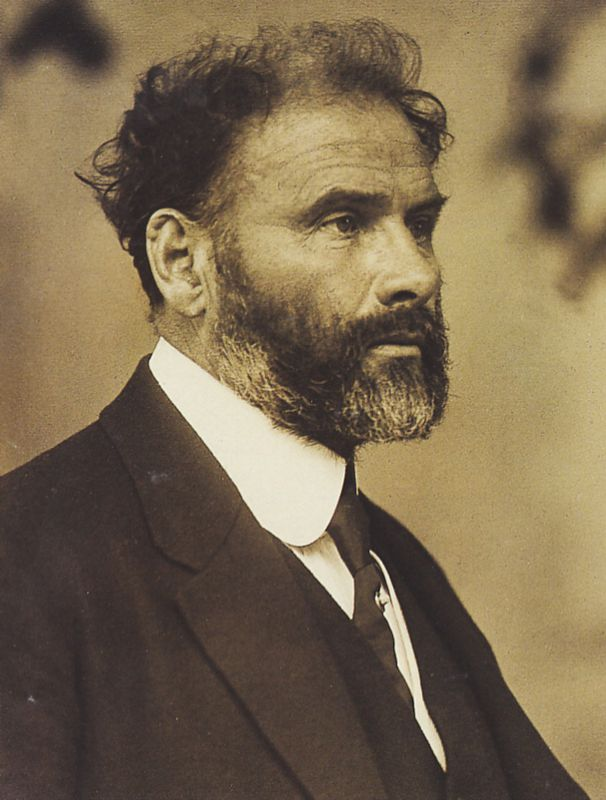
Gustav Klimt (1905)
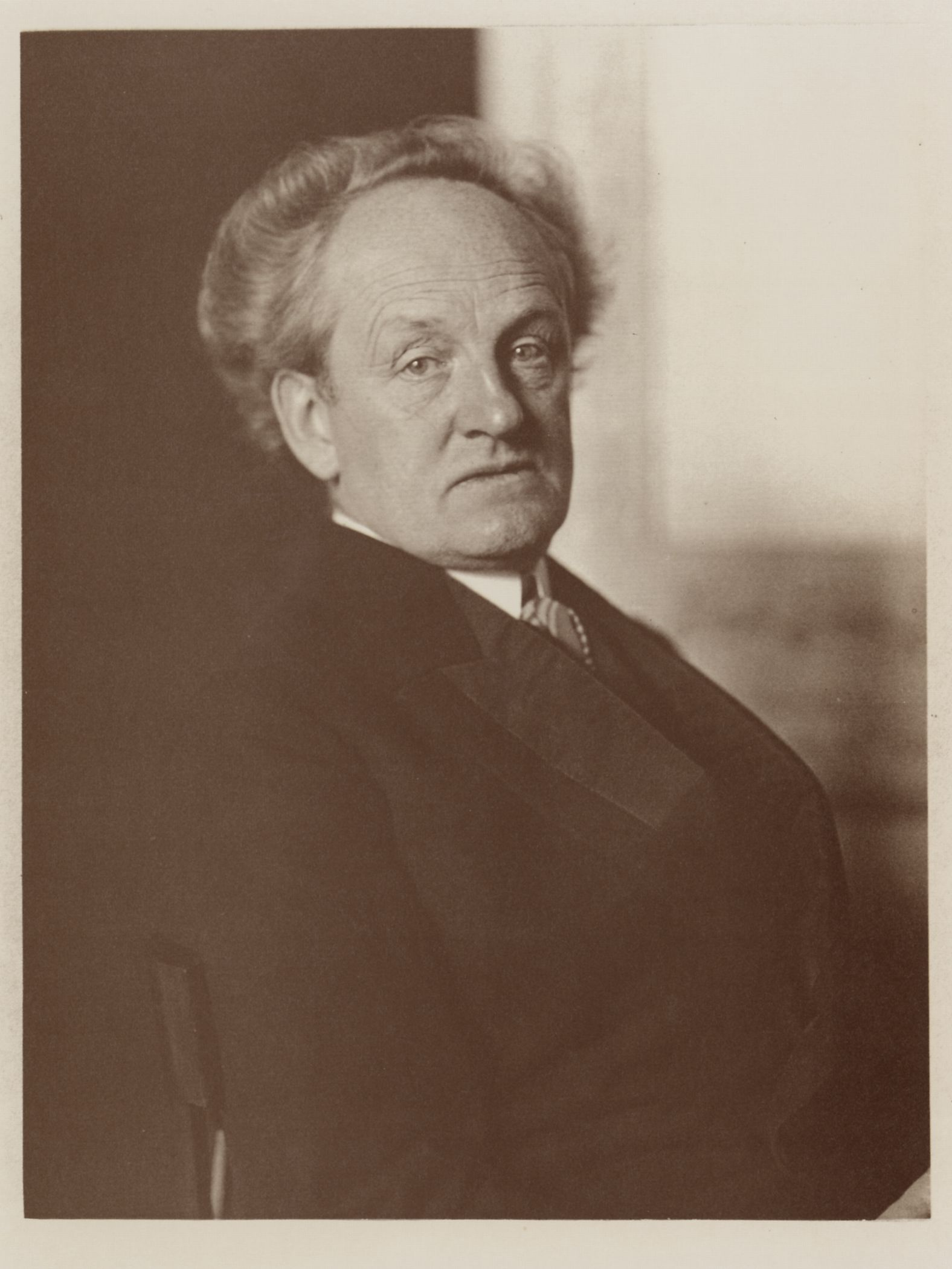
Gerhart Hauptmann (1905)
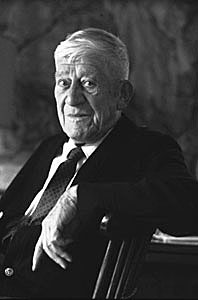
Oskar Kokoschka (1963)
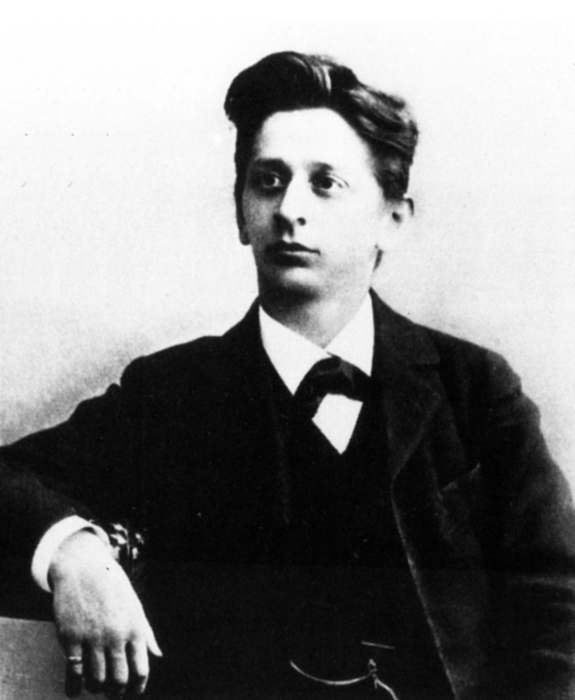
Alexander Zemlinsky

## Musik

### Musikalische Begleitung
Der deutsche Pianist Tom van Hasselt, der erstmals 1997 mit einem abendfüllenden Chansonprogramm aus eigener Feder auftrat und auch Autor des Stückes ist, begleitet eine Sängerin am Klavier und wird hierbei selbst zum Darsteller. Tom van Hasselt schuf hierfür eine altmodische Musik, die aus Chansons und schwarzhumorigen Liedern besteht und im Stil Georg Kreislers gehalten ist und zudem die Funktion hat, die Zeitebenen im Stück zu durchbrechen. Die Stücke reichen vom Kinderlied über Walzer, Samba und Gospel bis zur großen, melodiösen Ballade.

### Liste der Lieder(Auszug)
- Hysterisch
- Alma Mahler klingt gut
- Christmas for Alma

## Aufführungen

### Uraufführung

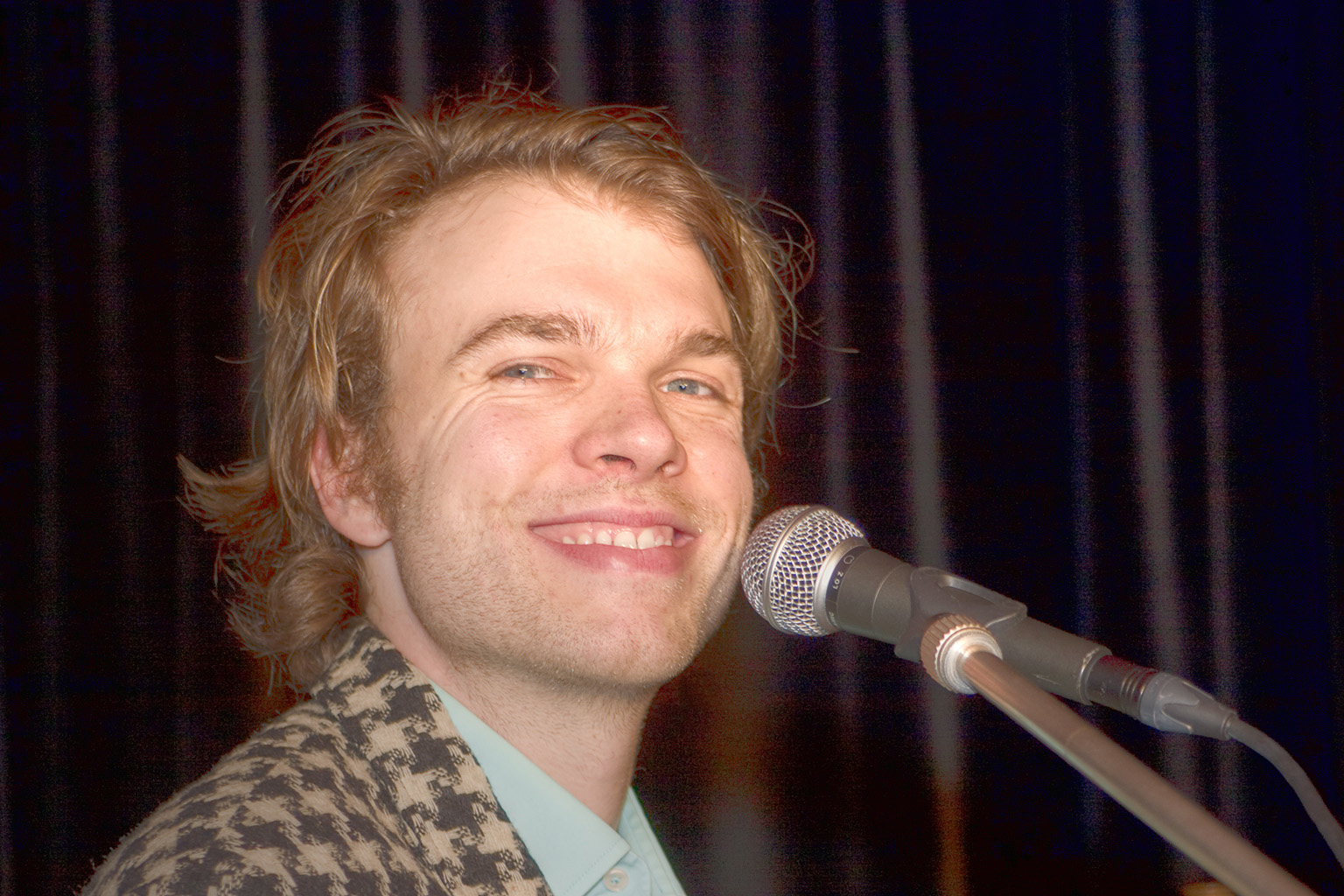
Tom van Hasselt

Die Uraufführung von Alma und das Genie fand am 2. Februar 2015 im Spiegelsaal des Theater des Westens statt. Das Stück wurde von der Stammzellformation auf die Bühne gebracht, einem Projekt, das Tom van Hasselt zusammen mit Nini Stadlmann und Hendrik Weber gründete. Nini Stadlmann, die im Musical Alma ihre Stimme verleiht, ist gebürtige Wienerin und seit 15 Jahren als Sängerin und Choreografin in der Musiktheaterbranche tätig und arbeitet als freischaffende Sängerin und Choreografin in Berlin.

### Bühnenbild der Uraufführung
Auf dem Klavier stehen vier Holzbuchstaben: zwei „A“ und je ein „L“ und ein „M“ – die Buchstaben, aus denen sich der Name Alma zusammensetzt. Die Buchstaben werden im Laufe des Abends zu immer neuen Worten gruppiert, die ebenfalls im Stück von Bedeutung sind, wie beispielsweise MALA.

### Besetzung und Ensemble der Uraufführung
- Regie: Tom van Hasselt, Nini Stadlmann
- Alma: Nini Stadlmann
- Almas Genius: Tom van Hasselt

### Weitere Aufführungen
Alma und das Genie wurde 2015 zudem aufgeführt im Zebrano-Theater, Berlin, im Kookaburra Comedy Club, Berlin, im Maschinenhaus der Berliner Kulturbrauerei, im Bürgersaal, Freiburg-Littenweiler, im Historischen Kaufhaus, Freiburg im Breisgau, und in der TheaterKlause Brandenburg. Im Mai 2016 wurde das Stück in der Bar jeder Vernunft gezeigt.

## Rezeption

### Grundsätzliches
Tom van Hasselt und Nini Stadlmann erzählen in einem biografischen Musical das Leben von Alma Mahler-Werfel nach, indem sie in den Liedern einzelne Stationen ihres Lebens streifen und dazwischen Alma über selbiges plaudern lassen. Die Protagonistin befindet sich allerdings in der modernen Welt, ist im Besitz eines Mobiltelefons und hat sogar gerade einen Liebhaber, der kein Geringerer als Gott ist, und das alles, obwohl sie doch eigentlich schon seit 50 Jahren tot ist. Alma muss wohl im Himmel sein, und dennoch gewährt sie dem Zuschauer einen Blick auf ihr faszinierendes Leben.

### Kritik
Thomas Hermanns, Mitglied der Deutschen Musicalakademie beschreibt das Stück kompakt als „schlau, schön, flott, passt.“ Theaterkritiker Reinhard Wengierek lobt: „Dieser Abend rangiert in der ersten Liga; er passt in jedes Staatstheater. Intendanten und Impresarios aufgepasst: Hier ist über die gute alte Alma noch etwas Neues, Originelles, selbstredend Glanzvolles und Geistreiches zu entdecken.“ Kai Wulfes lobt zwar das famose, überraschende Spiel mit Worten und Tom van Hasselts abwechslungsreiche, ohrwurmtaugliche Partitur, allerdings nimmt er das Stück mehr als einen musikkabarettistischen Abend denn als ausgereifte Musicalaufführung wahr, weil es in der uraufgeführten Fassung ohne szenische Umsetzung und Tanz auskommt.

### Auszeichnungen
Tom van Hasselt und Nina Stadlmann wurden im August 2015 für ihre Arbeit in Alma und das Genie für den Deutschen Musical Theater Preis nominiert, Stadlmann als Beste Darstellerin. Tom van Hasselt erhielt am 26. Oktober 2015 den Preis in der Kategorie Beste Liedtexte.